# Enrique Coperías Jiménez
Enrique Coperías Jiménez (Tubinga, Alemania, 8 de agosto de 1963) es un periodista científico y escritor español, además de divulgador de ciencia en prensa, radio y televisión. Dirigió la revista Muy Interesante entre los años 2015 y 2022. Desde 2022 es presidente de la asociación de divulgación científica Elemento21,y desde 2023, codirector de RexMolón Producciones.

## Biografía
Estudió Ciencias Biológicas en la Universidad Complutense de Madrid y empezó a trabajar en la revista Muy Interesante como redactor en 1989. En 2004 fue nombrado subdirector; y en 2015, director.
Durante su etapa en Muy Interesante, dirigió las extensiones de marca Muy Preguntas&Respuestas y Muy Especial, e impulsó las cabeceras Edición Coleccionista y Muy Saludable. Es cofundador de la publicación Muy Mascotas, que codirigió junto con el veterinario y comunicador Carlos Rodríguez. Dicha revista salió a la venta en abril de 2017 y dejó de publicarse en papel en diciembre de 2019.
Fue responsable del diseño y la organización de los contenidos de divulgación en el evento Homo Curiosus (2019), jornada de divulgación científica y tecnológica organizada por Odisea y Muy Interesante que se celebró en el Palacio Euskalduna de Bilbao. 
Coperías es el creador de los Premios Muy Jóvenes Científicas, que otorga la revista Muy Interesante y cuya primera entrega se realizó en 2019. Un galardón cuyo principal objetivo es dar visibilidad y reconocer el trabajo de las científicas españolas.
Ha sido profesor invitado en másteres de periodismo científico en universidades como la Pompeu Fabra (Barcelona), la Universidad Carlos III de Madrid y la Universidad de Murcia.
Desde 2022 es presidente de la asociación sin ánimo de lucro Elemento21 (Laboratorio de Investigación y Divulgación Científica en Español).
En 2024 la Universidad Complutense de Madrid (UCM) acogió  el  2 de marzo  la primera edición de CultuCiencia, un festival de ciencia totalmente innovador que reunió  a las figuras más destacadas e influencers científicos de  habla hispana en un show de monólogos y entretenimiento. El evento fue organizado  por Enrique Coperías y el empresario, Rodrigo Álvarez Monzón,  CEO de PRO Education & Communication Group. El lugar de celebración fue  en el Anfiteatro Ramón y Cajal de la Facultad de Medicina de la UCM. La presentación del evento corrió a cargo Marta Gonzalez de Vega, guionista, actriz, escritora y autora teatral.  

## Libros
- Diario de una nazi. Novela coescrita con la filóloga Cristina García-Tornel (Ediciones B, 2021).[12]
- Coordinador de los libros El origen de la humanidad (Pinolia, 2021) y El cerebro. Así funciona nuestra asombrosa máquina de pensar (Pinolia, 2022)
- La Tostadora o un lugar llamado Cornualles. Coescrita con la filóloga Cristina GarcíaTornel ( Uvedebe 2024)

## Premios y reconocimientos
Cuenta con varios premios de periodismo de divulgación científica como el Prisma de la Casa de las Ciencias de la Coruña (1999) o el Boehringer Ingelheim al Periodismo en Medicina (1989).
En 2024 recibió el Premio de Periodismo ‘Foro Transfiere’ 2024 por su trayectoria profesional como periodista científico. 